# Leonhard Weber (Physiker)
Joachim Leonhard Weber (* 30. April 1848 in Rostock; † 24. April 1919 in Kiel) war ein deutscher Physiker.

## Leben
Weber studierte Physik an den Universitäten Leipzig, Rostock und Kiel. Während seines Studiums in Heidelberg wurde er 1870 Mitglied der Burschenschaft Frankonia Heidelberg. Von 1875 bis 1876 arbeitete er an der Thomasschule zu Leipzig. Ab 1876 war er Assistent bei Gustav Karsten in Kiel. Er promovierte sich 1877 und habilitierte 1878. Er war ordentlicher Professor für theoretische Physik an der Universität Breslau und Universität Kiel. Außerdem war er Direktor des Physikalischen Institutes in Kiel. Ihm gelang zuerst die Zerlegung des Blitzes in Einzelentladungen.